# Estádio ético
Estádio ético é uma expressão criada pelo filósofo Sören Kierkegaard que representa um dos três estádios da existência por que pode passar o indivíduo ao longo da vida.
O estádio ético é caracterizado pelo regramento da vida, pela busca de viver segundo a lei moral, pelas leis aceitas pela sociedade em que se vive. Desta forma o estádio ético é uma conformação ao universal e por isso mesmo é a realização do geral (realização da moral social).
Se no estádio estético o indivíduo vive apenas no instante do prazer como o sedutor, no ético ele vive na temporalidade das regras morais como o esposo (a figura representativa do estádio ético). 
A vida do indivíduo no estádio ético é marcada pela continuidade porque sua existência não se desenvolve mais apenas com vários momentos isolados (sem conexão entre si) de prazer como acontece com o esteta. No estádio ético o indivíduo pode vislumbrar uma continuidade existencial ao lado de uma mulher e com sua família, realizando assim o ideal social. É exatamente por isso que, ao contrário do esteta, no estádio ético o indivíduo é marcado pelo ato máximo de comprometimento: o casamento com todas as suas implicações.
Não se deve pensar, porém, que no estádio ético o indivíduo renuncia ao prazer. O que ele faz é regrar o prazer dentro do casamento e das normas socialmente aceitas. Essas normas não são seguidas por ele como uma obrigação penosa, pois o ético se sente livre e se encontra justamente nessas normas.
Enquanto o esteta-sedutor vive a mercê de seus desejos e impulsos de forma totalmente amoral (indiferente a qualquer regra de agir moral) e, portanto, sem nenhum projeto a longo prazo de existência, o ético-esposo escolhe regras sólidas (porque universais) para construir sua vida.
O ético, ser social por excelência, é aquele que constrói a própria personalidade assimilando regras externas, é aquele que aceita e incorpora as regras sociais para assim realizar o geral. 
Enquanto o último momento do estádio estético é o desespero (sentimento que surge como consequência da vida sem sentido do esteta e que impulsiona o indivíduo ao estádio ético), o último momento do estádio ético é o arrependimento (sentimento que surge como consequência da análise que o ético faz de sua própria vida, de sua subjetividade e que o impulsiona ao estádio religioso). Essa ruptura do segundo para o terceiro estádio é denominada como Salto de Fé, uma vez que não apresenta garantia racional para o indivíduo e o coloca em relação direta com o Absoluto (comprometimento com Deus, para Kierkegaard).
Dessa forma, o indivíduo passa (ou pode passar) por um verdadeiro itinerário existencial: do Estágio Estético (caracterizado pelo prazer), para o Ético (caracterizado pelo dever) e, através do Salto de Fé, para o Religioso (caracterizado pela fé).